# Бадакі (Урмія)
Бадакі (перс. بادکی) — село в Ірані, входить до складу дехестану Ровзех-Чай у Центральному бахші шахрестану Урмія провінції Західний Азербайджан.